# Дао Цзан
Дао Цзан (кит. 道藏, піньїнь Dào Zàng) — повна збірка релігійної та філософської літератури Даосизму. У буквальному перекладі — "Скарбниця Дао", "Даоський Канон".

## Історія створення
У I столітті н.е. з Індії до Китаю прийшла нова релігія Буддизм, яка відразу прижилася у суспільстві й почала серйозно конкурувати з Даосизмом. Буддизм мав свій канон у вигляді "Трипітаки" (від санскр. त्रिपिटक "Три кошики"), а Даосизм, на той час — ні. Кожен даоський наставник намагався зібрати у себе якомога більше рідких рукописних текстів, даючи доступ до них тільки найталановитішим учням.
Об'єднати даоські тексти, першим вдалося Ґе Хуну в 19 розділі свого трактату «Баопу-цзи» (кит. 抱朴子), де він дає перелік більш ніж 250 даоських текстів, які були йому відомі з бібліотеки його вчителя Чжен Іня (Чжен Си Юаня). Але перший оригінальний варіант даоського канону з'явився більш ніж через 100 років після написання "Баопу-цзи", завдяки праці даоса школи Лінбао (Духовної Коштовності) Лу Сю Цзина (406-477).
Лу Сю Цзин зібрав відомості про всю існуючу тоді даоську літературу у всіх вчителів, класифікував усі ці тексти й створив повний звід даоської літератури, який отримав назву "Скарбниця Дао" — "Дао Цзан".

## Структура
Першопочатково, "Дао Цзан" був поділений на 3 частини під однією назвою дун (печера, сховище) яким відповідала література трьох провідних направлень даосизму:
1. Дун чжень (кит. 洞真部) школи Маошань' (найвищий рівень)
2. Дун сюань (кит. 洞玄部) школи Лінбао' (середній рівень)
3. Дун шэнь (кит. 洞神部) південнокитайського алхімічного окультизму "Письмен Трьох Імператорів" (найнижчий рівень)

У 4 столітті структура "Скарбниці Дао" ускладнилась. До трьох основних розділів додали ще 4 додаткових (фу):
1. Великого Потаємного (Тай сюань бу 太玄部) містив у собі "Дао де цзін" з коментарями
2. Великої Рівноваги (Тай пин бу 太平部) — "Канон Великої Рівноваги" ("Тай Пін Цзін'") з супутньою літературою
3. Великого Чистого (Тай цин бу 太清部) — алхімічна література
4. Досконалої Єдності (Чжэн и бу 正一(正乙)部) містило у собі тексти школи Небесних Наставників.

### Недаоські додатки
До «Дао Цзану» також додані недаоські тексти — «Мо-цзи», «Ґуань-цзи», «Гуйгу-цзи» та інші.

## Середньовіччя
"Дао Цзан" неодноразово "гинув" під час смут та міжусобиць (наприклад, під час повстання Хуан Чао (кінець 9 століття) і в період 5 династій — 907–960 роки), але потім відновлювався заново.

### Династія Цзінь
У 1191 році під час правління чжурженьської династії Цзінь "Дао Цзан" був вперше перенадрукований з дощок (ксилографічним методом).

### Династія Юань
Монгольська династія Юань, яка втратила прихильність до даосизму, після їх поразки у полеміці з буддистами у питанні справжності історій про подвиги Лао-цзи в Індії, наказала взагалі знищити "Дао Цзан", залишивши від нього тільки один "Дао де Цзин", однак, фактично, це не було зроблено, але велика частина текстів постраждала.

### Династія Мін
При національній династії Мін був зібраний остаточний варіант "Дао Цзана".
Близько 1445 року був підготовлений до друку збірник, який отримав свою назву через девіз правління Імператора Ін Цзуна — "Чжентун Дао цзан" ("Скарбниця Дао ери Чжентун"), до якого звертаються усі подальші перевидавництва "Дао Цзана".
У 1607 році до нього було додано ще 56 текстів, на чому історія формування "Скарбниці Дао" була завершена.

### Династія Цін
При маньчжурській династії Цін частина друкованих дощок з "Дао Цзаном" була розкрадена, а інша частина згоріла у 1900 році під час боксерського повстання. Зберігся єдиний повний екземпляр "Дао Цзана" тільки в монастирі Байюньґуань у Пекіні.

## Наш час
Цей єдиний екземпляр був відтворений фототипічним способом в 1923 році в Шанхаї.
Це видання (1120 томів, об'єднаних в 112 папок) було видано за ініціативи відомих представників китайської громадськості, в тому числі таких відомих вчених і політичних діячів, як Кан Ювей і Лян Цічао, і фінансувалося експрезидентом Китайської республіки Сюй Шічаном. Згодом, саме цей варіант «Дао цзана» був перевиданий в КНР і на Тайвані.